# Joan Lluís Palos Peñarroya
Juan Luis Palos Peñarroya (Morella, Castellón, 1960) es un historiador español especializado en la cultura de la Época Moderna.

## Biografía
Se formó en la Universidad Autónoma de Barcelona entre 1976 y 1981. Posteriormente realizó, bajo la dirección de Ricardo García Carcel, su tesis doctoral (1990) sobre Cataluña durante la época del Imperio Español. 
Después de un periodo dedicado a la enseñanza secundaria, en 1992 pasó a ser profesor de Historia Moderna en la Universidad de Barcelona. 
Entre los años 2002 y 2013 dirigió, junto con Fernando Sánchez Marcos, el máster en Historia y Comunicación Cultural en el que se formaron estudiantes de más de 30 países distintos. Con un grupo de ellos creó en 2003 la empresa Histórica Produccions dedicada al asesoramiento de proyectos en el campo del patrimonio histórico y cultural.
Ha sido visiting scholar en diversas universidades europeas y americanas, como Cambridge (Reino Unido), Johns Hopkins (Baltimore, USA), el Instituto Universitario Europeo (Florencia, Italia) y Piura (Perú).
Sus libros han tratado temas de la historia política e institucional de Cataluña, la corte de los virreyes españoles en Nápoles, la organización del imperio español, el uso de las imágenes como fuente documental de los historiadores o los debates historiográficos actuales. Dirige diversos proyectos internacionales de investigación sobre las circulaciones culturales en la Europa Moderna.
Colabora como crítico de libros y exposiciones en el diario La Vanguardia de Barcelona.

## Obra
- Dinastic marriages and cultural transfers in Early Modern Europe (con Magdalena Sánchez), Ashgate, Aldershot (2014), ISBN 978-1-4724-4321-2

- Renacimiento y Reforma, RBA Editores-National Geographic, Barcelona (2013) ISBN 978-84-473-7617-9

- A vueltas con el pasado: Historia, Memoria y Vida (con Fernando Sánchez Costa), Edicions de la Universidad de Barcelona, Barcelona (2013), ISBN 978-84-475-3710-5

- El mundo de los virreyes en las monarquías de España y Portugal (con Pedro Cardim), Iberoamericana Vervuert Verlag, Madrid (2012), ISBN 978-84-8489-664-7[1]

- La mirada italiana. Un relato visual del imperio español en la corte de sus virreyes en Nápoles, PUV, Valencia (2010), ISBN 978-84-370-7819-9[2]

- La Historia Imaginada. Construcciones visuales del pasado en la Edad Moderna (con Diana Carrió-Invernizzi), Centro de Estudios Europa Hispánica, Madrid (2008), ISBN 978-84-936060-3-9

- Els juristes i la defensa de les constitucions: Joan Pere Fontanella (1575-1649), Eumo Editorial, Vich (1998), ISBN 84-7602-225-5

- Catalunya a l’Imperi dels Austria. La pràctica del govern (segles XVI-XVII), Pagès Editors, Lérida (1994), ISBN 84-7935-177-2